# Het fritkotmysterie
Het fritkotmysterie is het eerste album uit de Belgische stripreeks De avonturen van Urbanus en verscheen in 1983 in albumvorm. Het stripverhaal werd getekend door Willy Linthout en hij bedacht ook zelf het scenario.

## Verhaal
In deze allereerste strip ligt oom Fillemon op sterven. Hij schenkt Urbanus zijn hele fortuin op voorwaarde dat hij aan een lief geraakt. Slaagt Urbanus er niet in om te trouwen vóór Fillemon begraven wordt, dan gaat de gehele erfenis naar de vereniging voor noodlijdende fritkotbazen.

## Culturele verwijzingen
- In dit album maken Urbanus, Amedee de vlieg, Nonkel Fillemon, César en Eufrazie ... hun debuut.
- Urbanus steelt in dit album Donald Duck's matrozenpakje. Later wordt Donald ook aangesproken door Walt Disney.
- In het album Een knap zwartje is ook niet mis reizen Urbanus en co terug in de tijd en blikken kort even terug op dit album.
- Dit gebeurt ook in het album Het onbestaande avontuur, waar Urbanus zijn eerste avontuur opnieuw moet beleven.
- Urbanus beweert in dit album niet te roken. In latere albums zien we hem echter soms een sigaar opsteken, onder meer in Aroffnogneu en De harem van Urbanus.